# Psychrolutes occidentalis
Psychrolutes occidentalis är en fiskart som beskrevs av Fricke, 1990. Psychrolutes occidentalis ingår i släktet Psychrolutes och familjen paddulkar. Inga underarter finns listade i Catalogue of Life.